# Parti progressiste (Portugal)
Pour les articles homonymes, voir Parti progressiste.
 (mars 2019).
Si vous disposez d'ouvrages ou d'articles de référence ou si vous connaissez des sites web de qualité traitant du thème abordé ici, merci de compléter l'article en donnant les références utiles à sa vérifiabilité et en les liant à la section « Notes et références ».
Le Parti progressiste était l'un des partis portugais de l'époque de la monarchie constitutionnelle. Issu du Vintisme, il naît de la fusion entre le Parti historique et le Parti réformiste. Il est au pouvoir entre 1876 et 1910, alternant avec le Parti régénérateur.
Il rassemble la partie la plus à gauche du mouvement libéral portugais. 